# باغ گیاه‌شناسی هکونه
باغ گیاه‌شناسی هکونه (به لاتین: Hakone Botanical Garden of Wetlands) یک باغ گیاه‌شناسی و تالاب در ژاپن است که در Sengokuhara واقع شده‌است.